# Coriolano Montemagni
Coriolano Montemagni (Pistoia, 16 gennaio 1665 – Firenze, 8 febbraio 1731) è stato un politico italiano. 
Fu priore di Orvieto, inviato straordinario in Spagna e Primo segretario di Stato del Granducato di Toscana sotto gli ultimi Medici, Cosimo III e Gian Gastone.

## Biografia

### Giovinezza e formazione
Coriolano Montemagni nacque a Pistoia il 16 gennaio 1665. La famiglia del padre, Pier Francesco di Francesco, era originaria del paese di Montemagno, dal quale prese poi il nome, e aveva avuto un ruolo importante nella cultura pistoiese, soprattutto grazie ai due Bonaccorso da Montemagno, il Vecchio e il Giovane, giuristi e rimatori vissuti rispettivamente nel XIV e XV secolo. Oltre al padre e alla madre, Anna Elena Maddalena di Giovanni Cancellieri, il suo nucleo familiare era formato da tre fratelli e due sorelle.

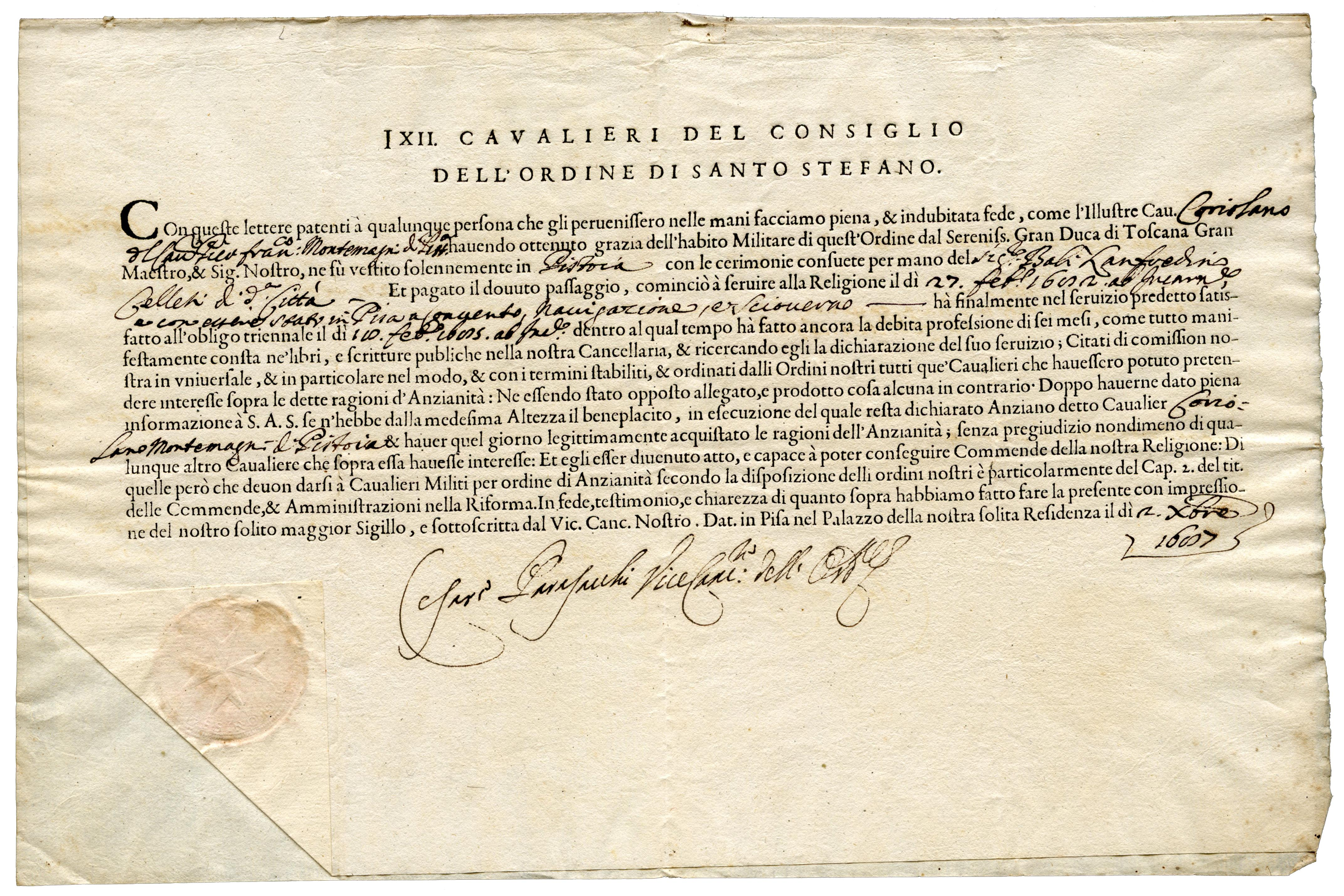
Documento del 2 dicembre 1687 che certifica l'appartenenza di Coriolano Montemagni all'Ordine dei Cavalieri di Santo Stefano

Cresciuto a Pistoia e ricevuta la sua prima educazione, Montemagni entrò presto nell'Ordine di S. Stefano e fu nominato cavaliere dal Balì Lanfredino Cellesi il 16 febbraio 1683. 
La nomina a cavaliere, per essere resa definitiva, prevedeva un tirocinio di durata triennale detto "carovana". Questo percorso era diviso in due fasi: la prima di preparazione teorica presso il convento dei Cavalieri a Pisa, in cui veniva appreso tutto ciò che riguardava la marineria; la seconda, di durata biennale, prevedeva una formazione pratica con l'imbarco sulle galere dell'Ordine. 
Così, Coriolano si trasferì a Pisa poco dopo la nomina a cavaliere e il 27 maggio del 1684 si imbarcò a Livorno sulla galera di Santo Stefano, comandata dal capitano Ignazio Taburri, per partecipare, in nome del Granducato di Toscana, alla crociata indetta da papa Innocenzo XI contro l'egemonia turca sulle coste orientali del mar Ionio. La spedizione delle quattro galere toscane, capitanate dall'ammiraglio Camillo Guidi, portò alla presa dell'isola di Santa Maura (21 agosto 1684) e alla conquista del forte della Prevesa (30 settembre 1684).
Montemagni tornò a Livorno nel dicembre del 1684 e il suo apprendistato si protrasse fino alla primavera del 1686, ma il suo nome non compare nella lista degli imbarcati sulle galere di S. Stefano per ulteriori campagne.

### A servizio dei Medici
Poco dopo la morte del padre, avvenuta alla fine del 1686, Montemagni si trasferì a Firenze, facendosi spazio presso la Segreteria medicea grazie all'aiuto del concittadino Francesco Panciatichi, allora Primo Segretario di Stato. Inizialmente Montemagni rivestiva il ruolo onorifico di gentiluomo di camera del cardinale Francesco Maria de' Medici; in seguito, secondo il rescritto granducale del 18 settembre 1688, che rappresenta la prima traccia della sua presenza presso la corte di Toscana, Montemagni fu inviato in Baviera in qualità di segretario di ambasciata del marchese Filippo Corsini, partecipando alla seconda missione diplomatica inviata nel processo di conclusione delle lunghe e difficili trattative di matrimonio fra Ferdinando Maria de' Medici, principe ereditario del trono di Toscana, e Violante Beatrice di Baviera. L'incarico di tale ambasciata era quello di portare alla promessa sposa i doni di casa Medici, di assistere al matrimonio per procura e di scortarla nel viaggio verso Firenze, intrapreso a novembre dello stesso anno. 

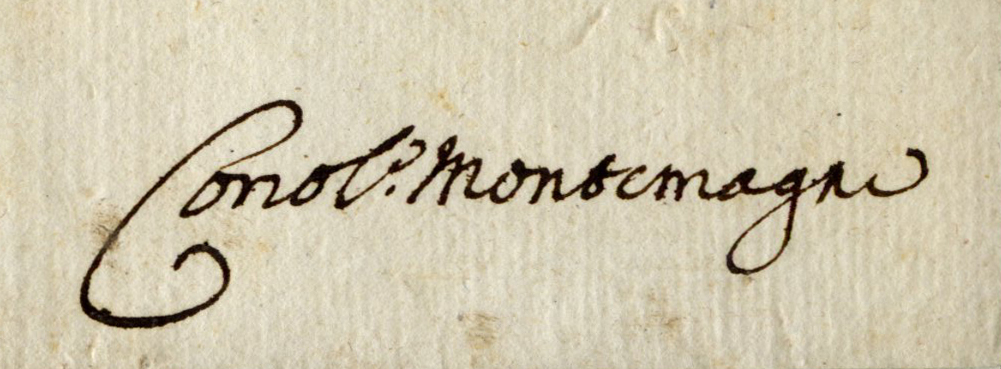
La firma di Coriolano Montemagni

Come riconoscimento per il lavoro svolto in Baviera, Francesco Maria de' Medici, che, in seguito alla morte nel 1689 del cardinale Carlo Pio di Savoia, era divenuto cardinale protettore della Corona di Spagna, nominò Coriolano suo rappresentante presso la corte spagnola. Quindi, con l'istruzione del 22 febbraio 1689, Montemagni intraprese il proprio trasferimento a Madrid, dove arrivò il 2 aprile dello stesso anno. Da quel momento, il suo carteggio con la corte di Toscana fu quasi quotidiano.

#### La permanenza in Spagna (1689-1696)

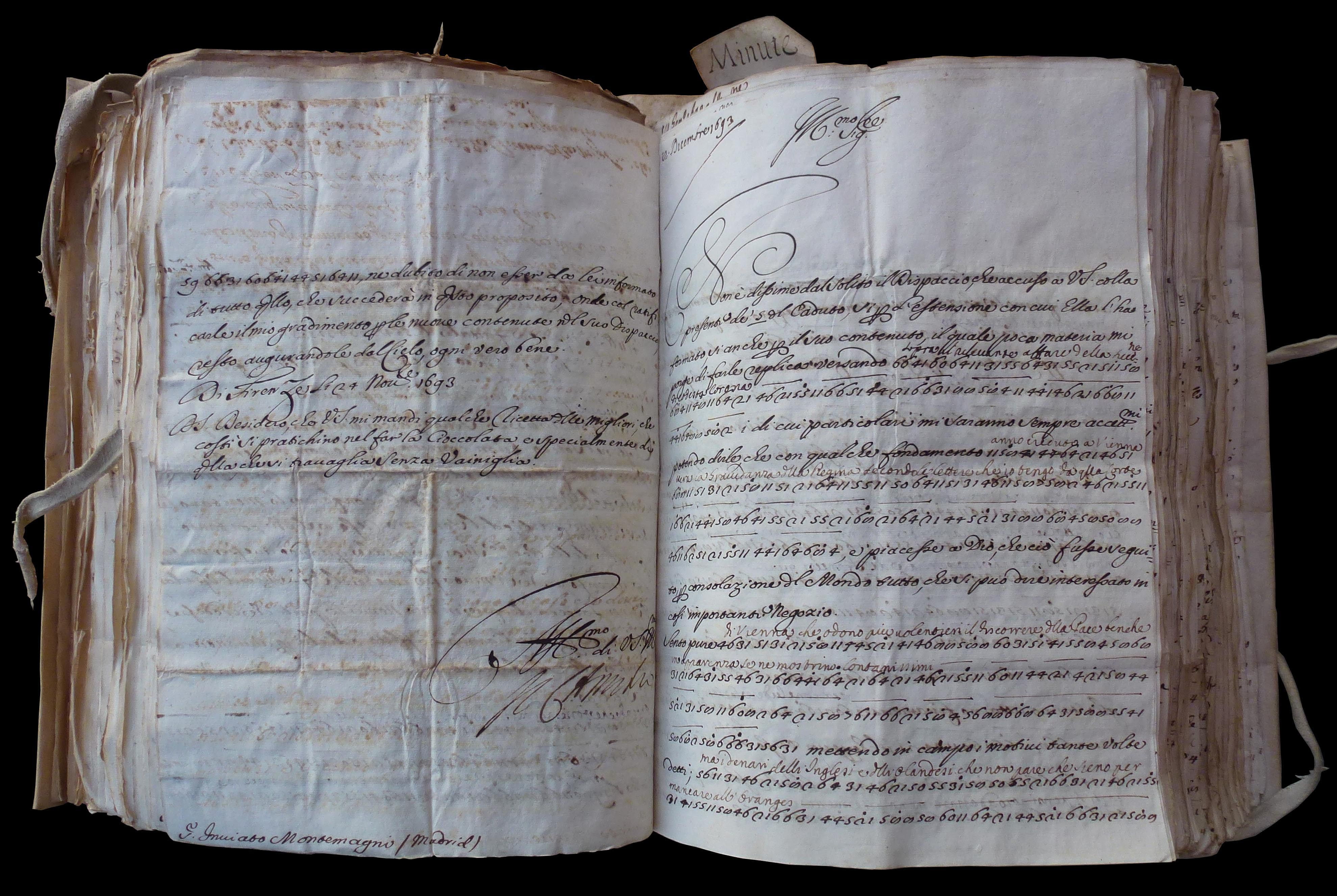
Lettera mandata dal cardinale Francesco Maria de' Medici a Coriolano Montemagni nel 1693: messaggi diplomatici cifrati si affiancano a richieste personali, come la ricetta per la cioccolata "che si travaglia senza vainiglia"

Poiché la regina Maria Luisa di Orléans, prima moglie del re Carlo II di Asburgo, era morta il 12 febbraio 1689, il primo compito di Montemagni in terra spagnola fu quello di sondare il parere dei membri della corte più vicini al re su una possibile candidatura di Anna Maria Luisa de' Medici, figlia di Cosimo III de' Medici, a nuova moglie del sovrano. Il progetto, tuttavia, non fu mai attuato.
Montemagni si occupò anche delle trattative per la concessione della cittadinanza spagnola per il principe Gian Gastone de' Medici, col fine di fargli ottenere la carica di Generale del Mare, già esercitata in passato da altri Medici. 
Il "trattamento regio", ossia la considerazione di Cosimo III come pari da parte degli altri sovrani europei, fu la questione più importante di cui Coriolano Montemagni fu portato a occuparsi durante la sua permanenza in Spagna.
Il Granduca di Toscana, nonostante avesse rinunciato alle prospettive di ingrandimento territoriale e a giocare un ruolo nella politica europea, cercò in tutti i modi di ottenere il titolo di Altezza Serenissima, facendo diventare il cosiddetto "trattamento regio" una vera e propria ossessione. Tale desiderio può essere ricondotto anche all'antica competizione che esisteva già da lungo tempo con i duchi di Savoia: Vittorio Amedeo II di Savoia, infatti, aveva ottenuto il titolo nel 1690 dal re Luigi XIV di Francia. A Montemagni fu quindi inviata una dettagliata relazione contabile, da sottoporre alla Corte di Spagna, relativa all'intero anno 1689, in modo tale da far riconoscere al Re non solo i meriti acquisiti attraverso la collaborazione politica, ma anche i prestiti concessi dai Medici alla monarchia, e da questa mai restituiti. Nonostante i numerosi tentativi non si arrivò ad un completo successo, in quanto la monarchia spagnola e quella francese non riconobbero mai il diritto del Granduca a tale titolo, mentre l'imperatore Leopoldo I d'Asburgo e papa Innocenzo XII lo ratificarono rispettivamente nel 1691 e nel 1699.
Nel 1692, Coriolano ricevette la qualifica di Inviato Straordinario, titolo che gli conferiva maggiore autorità presso la Corte, ma che non mutò il genere di affari di cui già si occupava (dispute protocollari, questioni di precedenza e minute rivendicazioni di carattere economico o giuridico di varie persone o enti).
Montemagni visse in Spagna fino ai primi mesi del 1696, quando giunse a Madrid Ludovico Incontri, suo successore.

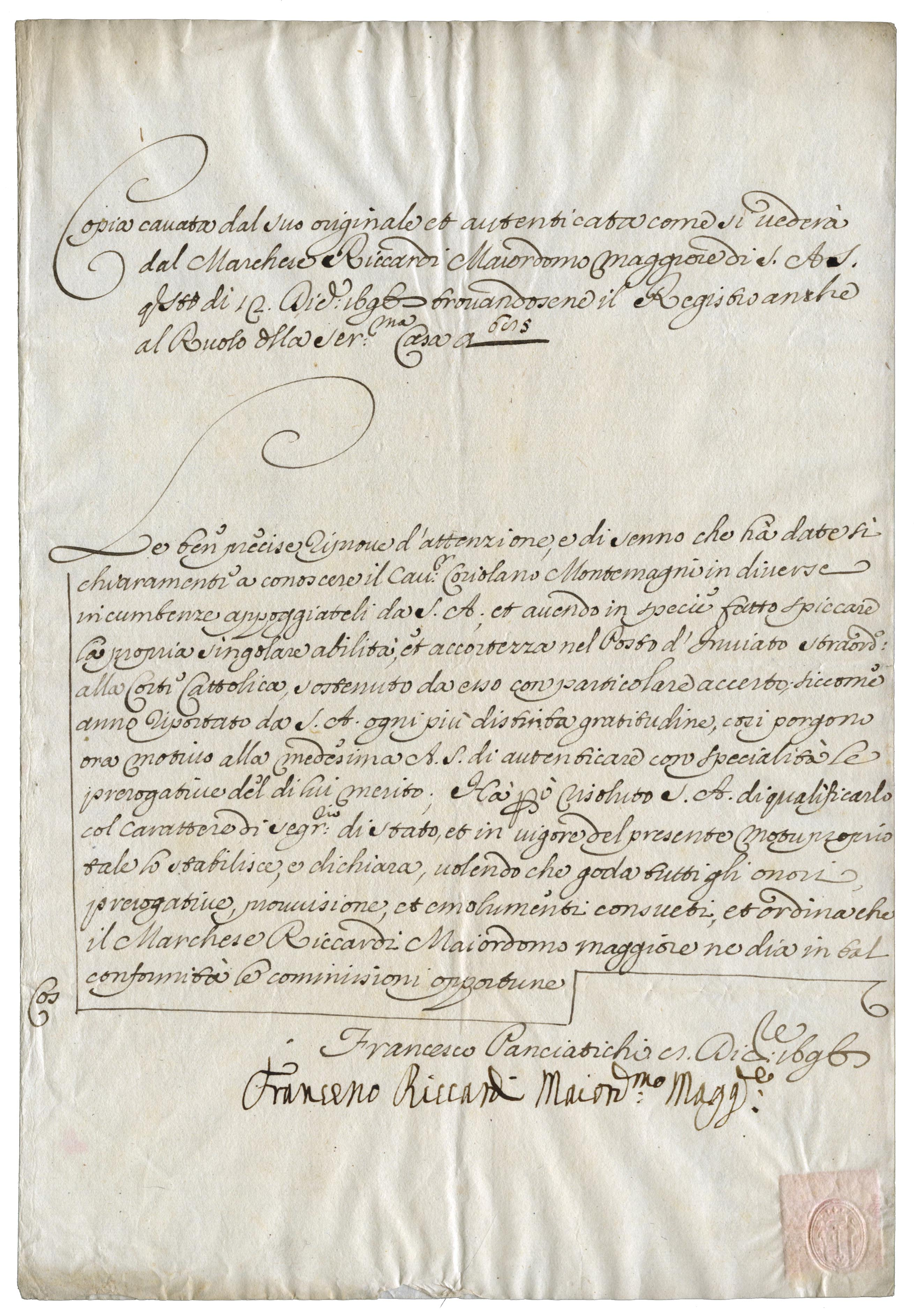
8 dicembre 1696, documento che certifica la nomina a Segretario di Stato

#### Ritorno a Firenze
Rientrato a Firenze, Montemagni fu chiamato a far parte della Segreteria di Stato. Fu per lui disposto un alloggio a Palazzo Vecchio, dove si trasferì quando la sua nomina a Segretario fu ufficializzata l'8 dicembre 1696. Da allora in poi, salvo per brevi periodi, la sua carriera si svolse tutta a Firenze, all'interno della Segreteria.
Il 3 ottobre 1700 sposò la nobildonna fiorentina Teresa di Iacopo Brunaccini, con la quale non ebbe figli.
Nel 1705, alla morte di Luigi Giraldi, gli furono assegnati gli affari riguardanti lo Stato di Siena e nel 1714 quelli concernenti le doti.
Morto Carlo Antonio Gondi, il 20 marzo 1720 Montemagni giunse all'apice della sua carriera con la nomina a Primo Segretario di Stato e guerra. Tale ruolo, che fu da lui mantenuto per undici anni, gli conferì l'autorità su tutti i dipartimenti della Segreteria. A differenza di Gondi, egli fu autorizzato a sottoscrivere col proprio nome i rescritti granducali.

#### I rapporti con il Granduca
La carriera di Coriolano Montemagni e la sua stessa vita furono totalmente dedicate al servizio dello Stato. I rapporti con il potere mediceo furono sempre buoni, come viene testimoniato dalla successione senza soluzione di continuità dei suoi incarichi, dalle onorificenze e dai riconoscimenti che egli ricevette nel corso della sua esistenza.
La sua figura di Segretario viene nominata con stima scherzosa in una della satire del poeta arcadico Benedetto Menzini, dedicata ai rapporti tra i poeti e l'ambiente di corte di Cosimo III.
Inoltre, Montesquieu racconta in Viaggio in Italia di aver visto Coriolano Montemagni seduto sul suo portone di casa con un cappello di paglia in testa, citandolo come esempio della semplicità e della frugalità del popolo fiorentino.

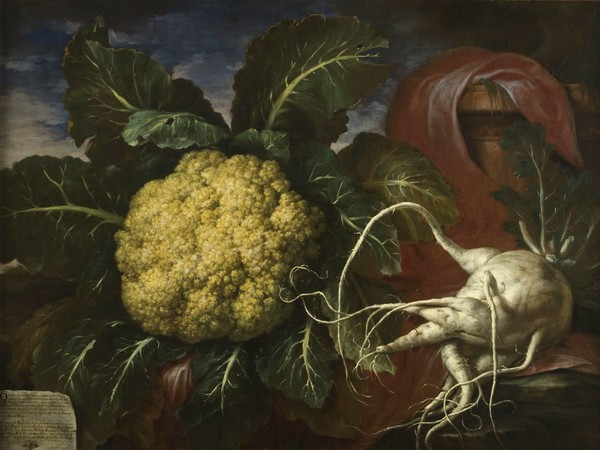
Bartolomeo Bimbi, Cavolfiore del canonico Venuti e ramolaccio del podere del marchese Corsi, 1706, olio sul tela

Nel 1708 Montemagni ricevette la cittadinanza fiorentina. Grazie a tale provvedimento, che gli dava la possibilità di aspirare agli uffici pubblici riservati al patriziato cittadino, Coriolano prese continuamente parte a varie magistrature e il 14 agosto 1712 fu eletto membro a vita del Senato dei Quarantotto.
Testimonianza di un omaggio che Coriolano Montemagni presentò a Cosimo III, è una natura morta che Bartolomeo Bimbi dipinse nel 1706. Essa rappresenta, in veduta ravvicinatissima, due eccezioni di natura: una radice di ramolaccio e un cavolfiore, entrambi giganteschi. La tela, tra le numerose dedicate da Bartolomeo Bimbi a meraviglie e bizzarrie della natura, raffigura l'enorme cavolfiore, pesante oltre sei chilogrammi, che fu regalato dal canonico Venuti a Coriolano Montemagni, il quale a sua volta lo donò al granduca Cosimo III, committente dell'opera.
Il quadro entrò a far parte della collezione dedicata ai temi della natura che Cosimo III andava raccogliendo nella villa della Topaia.

#### Crisi finale della dinastia medicea
Il secondo periodo della carriera di Coriolano Montemagni coincise con la crisi finale della dinastia medicea, dovuta anche al matrimonio senza figli del gran principe Ferdinando, morto nel 1713. Cosimo III e, poi, Gian Gastone, si sforzarono di mantenere l'autonomia del Granducato di Toscana nel quadro delle guerre di successione che avrebbero modificato l'assetto politico europeo. I contendenti principali erano l'Inghilterra e i Paesi Bassi, potenze marinare cui interessava particolarmente il porto di Livorno, dove già avevano importanti basi commerciali. 
Montemagni si occupò del problema in prima persona, tenendo corrispondenze dirette con Vincenzo Pucci, toscano residente a Londra dal 1715, e con Lambert Blackwell, Henry Newton e John Molesworth, i quali si succedettero nel periodo compreso fra il 1699 e il 1715 come funzionari diplomatici della Corona d'Inghilterra per gli affari italiani.
Gian Gastone, non riuscendo a promuovere una successione medicea, non fu in grado di assicurare continuità al potere granducale, consentendo così che la Toscana divenisse subalterna alla dinastia dei Lorena, per quanto la corona granducale rimanesse sempre separata da quella imperiale.

### Morte e testamento
Coriolano Montemagni morì l'8 febbraio 1731 a Firenze, nella sua abitazione in via Maggio (concessagli in uso dall'Ordine di S. Stefano). Il suo funerale fu celebrato nella chiesa di S. Spirito, ma la sepoltura avvenne a Pistoia nella tomba di famiglia di S. Domenico.
Non avendo figli, lasciò, col testamento del 29 gennaio 1726, eredi dei suoi averi i fratelli.

## Pensiero politico e interessi culturali

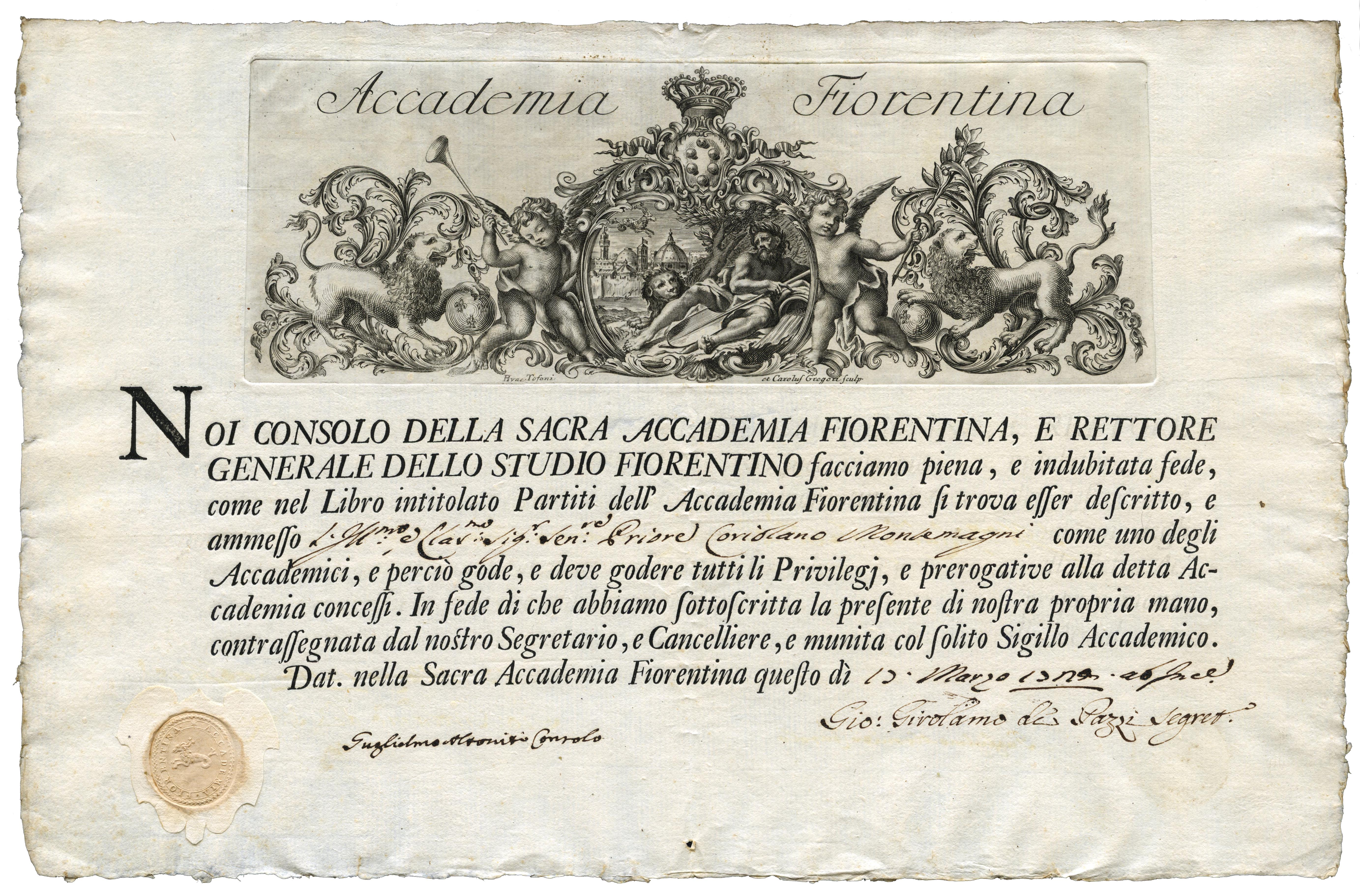
Ammissione di Coriolano Montemagni all'Accademia Fiorentina, 17 marzo 1724

Sul finire della dinastia medicea (periodo cominciato nel 1713 con la morte del gran principe Ferdinando), i membri del ceto dirigente erano divisi in fazioni. Nelle varie relazioni diplomatiche effettuate su commissione dai governi stranieri per captare quali erano le potenze che si guardavano con maggior fiducia all'interno del Senato dei Quarantotto, il cognome di Montemagni venne per lo più annesso all'elenco di coloro che venivano considerati, a tal riguardo, imparziali.
Egli coltivò numerosi interessi culturali e, anche grazie al conferimento della cittadinanza fiorentina, entrò a far parte di numerosi gruppi accademico-letterari. Fu membro fin da giovane dell'Accademia dei risvegliati di Pistoia, per cui lesse nel 1686 un Discorso accademico se più dilettevole sia stare al sole l'inverno o all'ombra l'estate, e il 17 marzo 1724 fu ammesso all'Accademia Fiorentina.
Nel corso della sua vita, oltre agli incarichi e alle onorificenze, ricevette anche stipendi, rendite e pensioni provenienti dai beni familiari e dagli investimenti personali; gli furono conferite varie commende dell'Ordine di S. Stefano.